# Distretto di Tres de Diciembre
Il distretto di Tres de Diciembre  è uno dei nove distretti della provincia di Chupaca, in Perù. Si trova nella regione di Junín e si estende su una superficie di 20,20   chilometri quadrati.